# Jiří Hartman I. z Lichtenštejna
Jiří Hartman I. z Lichtenštejna na Mikulově a Valticích (německy Georg Hartmann von Liechtenstein-Nikolsburg zu Feldsberg, 1513 – 12. července 1562) byl pánem na Liechtensteinu, Mikulově a Valticích.

## Život

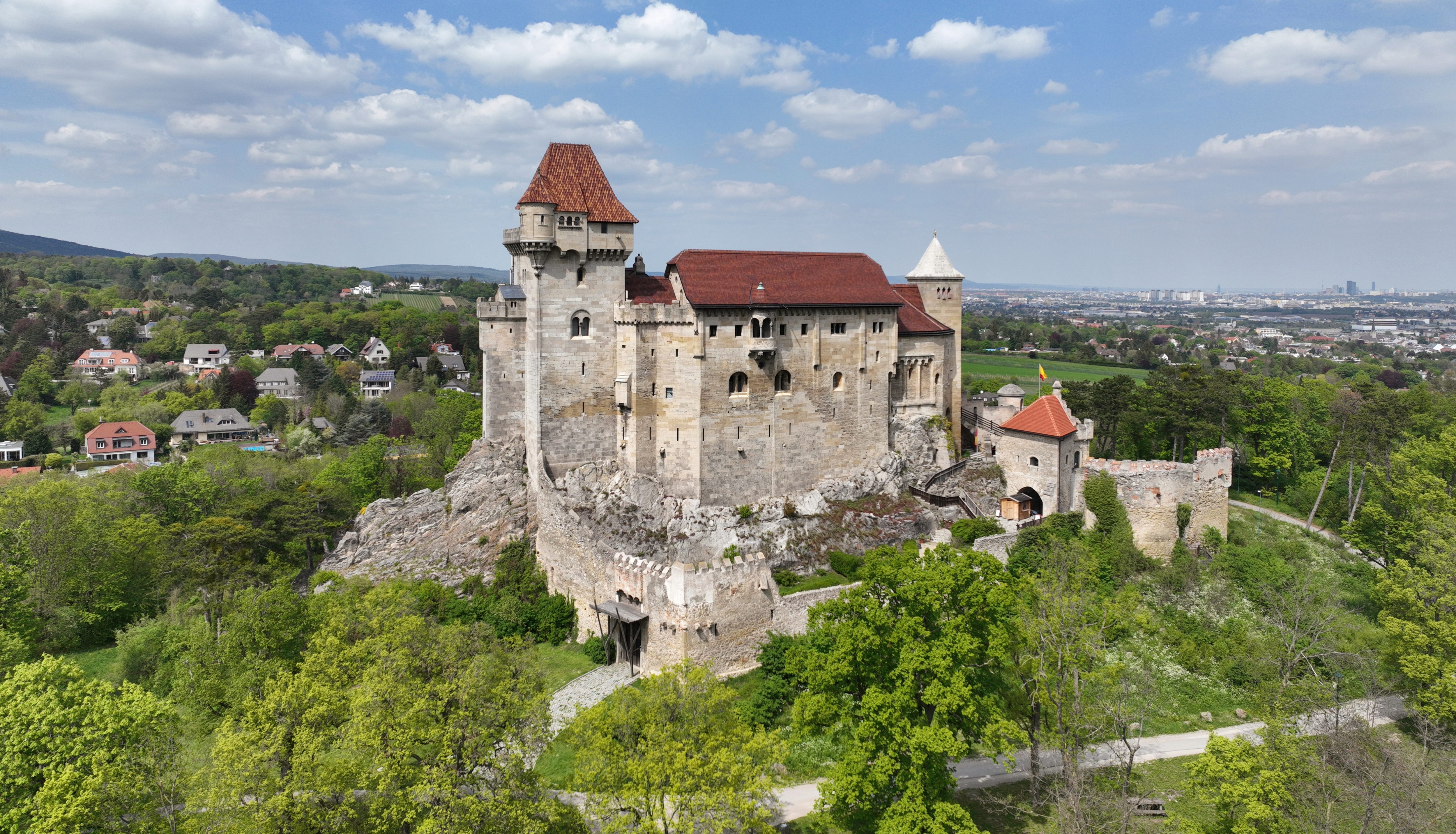
Hrad Liechtenstein v Dolním Rakousku

Narodil se v roce 1513 jako syn císařského rady (Kaiserlicher Rat) Hartmana z Lichtenštejna a Mikulova na Valticích († 1539) a jeho druhé manželky Johany z Mainburgu († 1521), dcery Bernarda z Mainbergu († 1516) a Alžběty z Rappachu († 1514). Jeho prarodiči byli Jiří z Lichtenštejna a Mikulova na Valticích († 1484) a Anežka z Eckartsau († 1515). Jeho bratrem byl Jan Kryštof z Lichtenštejna a Mikulova na Valticích (1515–1543).
Jiří Hartman z Lichtenštejna přestoupil k luteránství.
Zemřel 12. července 1562 ve věku 49 let. Jeho vnuk Karel I. se stal prvním knížetem z Lichtenštejna (1608–1627).

## Rodina
Jiří Hartman z Lichtenštejna se v roce 1542 oženil se svou sestřenkou Zuzanou z Lichtenštejna (1520–1595), dcerou Jiřího z Lichtenštejna-Mikulova (1480–1548) a Magdaleny z Polheimu (* 1497). Manželé měli 13 potomků:

- 1. Hartman II. z Lichtenštejna (6. května 1544 – 5. října 1585), oženil se 28. října 1568 na zámku Neu-Orthenburg v Ortenburgu s hraběnkou Annou Marií z Orthenburka (1547–16. prosince 1601)
- 2. Šebestián (1545–1574), oženil se roku 1571 s Amálií z Puchheimu († 1575)
- 3. Jiří Erasmus (1547–1591)
- 4. Jindřich (1548–1551)
- 5. Jindřich (1554–1585 v Gallipoli, pohřben tamtéž)
- 6. Fridrich Albrecht (1555–1556)
- 7. Jan Septimius (1558–1595), oženil se roku 1590 s hraběnkou Annou Marií Ludmilo ze Salm-Neuburku (1568–1596)
- 8. Fridrich Albrecht (1561–1585)
- 9. Jiří Hartman (1562–1585 v Konstantinopoli)
- 10. Anna Zuzana (1549–1596), vdala se 1. února 1568 za hraběte Bernarda z Hardegg-Glatzu († 22. srpna 1584)
- 11. Zuzana Johana (1550–1551)
- 12. Ester (1551–1558)
- 13. Jitka (1557–1581), vdala se 1579 za Helmhartda Jägera svobodného pána z Toletu († 1594)